# Mariucha
Mariucha es una obra de teatro en cinco actos, escrita por Benito Pérez Galdós y estrenada el 15 de diciembre de 1871.

## Argumento
La obra centra el devenir de una familia perteneciente a la más abolenga aristocracia, que por avatares de la vida, está al borde de la ruina, hasta el punto de verse abocados a vender su Palacio de Alto-Rey. La solución a tan dramática situación pasa por la boda del hijo varón, Césareo, con la hija de unos burgueses, muy adinerados, pero sin una gota de nobleza en su sangre. La actitud de Mariucha, la hija, es opuesta a esta situación, y se apresta a trabajar para vivir - mediante la compraventa de productos para la mujer. Esta opción consigue la feroz crítica del resto de la familia.

## Elenco
- Estreno, 1903. Intérpretes: María Guerrero (Mariucha), Fernando Díaz de Mendoza, María Cancio, Luis Medrano, Alfredo Cirera, Sta. Villar.